# Tetragnatha uncifera
Tetragnatha uncifera är en spindelart som beskrevs av Simon 1900. Tetragnatha uncifera ingår i släktet sträckkäkspindlar, och familjen käkspindlar. Inga underarter finns listade i Catalogue of Life.